# Simon Raven
Simon Raven (28. Dezember 1927 in London – 12. Mai 2001 ebenda) war ein britischer Schriftsteller, der zahlreiche Romane, Theaterstücke und Drehbücher verfasste und insbesondere für seinen zehnbändigen Romanzyklus Almosen für das Vergessen (Alms for Oblivion) bekannt wurde.

## Leben und Werk
Simon Raven besuchte die elitäre Charterhouse School, von der er 1945 wegen homosexueller Handlungen relegiert wurde. Unter seinen Mitschülern waren u. a. James Prior und William Rees-Mogg. Im Anschluss an seinen Wehrdienst, den er als Offiziersanwärter in Indien ableistete, studierte er ab 1948 am King’s College in Cambridge Altphilologie. Nach seinem Studium versuchte Raven zunächst, ganz vom Schreiben zu leben, was ihm jedoch nicht gelang, weshalb er in die Armee zurückkehrte. Er war u. a. in Deutschland stationiert. Wegen „ungebührlichen Verhaltens“ – er war durch Pferdewetten in finanzielle Nöte geraten – drohte ihm eine Verurteilung durch ein Militärgericht, die er durch Quittierung des Dienstes abwenden konnte. 1958 entdeckte ihn der Verleger Anthony Blond, der seinen Roman The Feathers of Death (1959) veröffentlichte und ihn für weitere Romane unter Vertrag nahm. Raven wurde in der Folgezeit zu einem der profiliertesten britischen Schriftsteller, der Romane, Essays, Polemiken, Theaterwerke, Filmdrehbücher und journalistische Arbeiten verfasste. Sein Werk wurde mit dem von Evelyn Waugh, Graham Greene, Anthony Powell und Lawrence Durrell verglichen.
Sein 10-bändiger Romanzyklus Almosen fürs Vergessen gilt als sein Hauptwerk und wurde von A. N. Wilson als „vergnüglichster roman-fleuve“ bezeichnet.
Raven wurde vor allem durch seine Arbeiten fürs Fernsehen einem größeren Publikum bekannt, so z. B. durch die Verfilmung von Anthony Trollopes The Pallisers (1974) oder durch die Serie Edward and Mrs Simpson (1978) über König Edwards VIII. Abdankung. Raven wirkte auch als Co-Autor am Drehbuch für den James-Bond-Film Im Geheimdienst Ihrer Majestät mit.

## RomanzyklusAlmosen fürs Vergessen
Die insgesamt zehn Romane erschienen von 1964 bis 1976 und sind in der Zeit zwischen 1945 und 1973 angesiedelt. Sie handeln von einer Gruppe von Figuren aus der englischen „Upper“ und „Middle Class“ und bilden eine locker zusammenhängende Reihe. Die frühen Romane sind eher als teils subtile, teils zynische Satiren auf die britische Armee mit ihren absurden Ritualen und sexuellen Ausschweifungen, die charakterlosen Partei- und Finanzeliten, die Presse und  die elitären Schulen, den Sport mit seinen unverständlichen Regeln und die englische Gesellschaft der 1950er Jahre insgesamt anzusehen; die späteren tendieren zu einem philosophischen Unterton und thematisieren auch Übersinnliches.
Die erste deutsche Übersetzung des Romanzyklus erscheint seit dem Frühjahr 2020 im Elfenbein Verlag.
In der Reihenfolge des Erscheinens (in Klammern: innere Reihenfolge des Romangeschehens):
- Fielding Gray. Anthony Blond, 1967 (1. Teil, spielt im Jahr 1945).
  - Fielding Gray. Roman. Übersetzung und Nachwort von Sabine Franke. Berlin: Elfenbein Verlag, 2020, ISBN 978-3-96160-013-7.

- Sound The Retreat. Anthony Blond, 1971 (2. Teil, spielt 1945–1946).
  - Blast nun zum Rückzug. Roman. Elfenbein Verlag, Übersetzung von Sabine Franke. Berlin 2021, ISBN 978-3-96160-016-8.[4]

- The Sabre Squadron. Anthony Blond, 1966 (3. Teil, spielt im Jahr 1952).
  - Die Säbelschwadron. Roman. Elfenbein Verlag, Übersetzung von Sabine Franke. Berlin 2020, ISBN 978-3-96160-012-0.

- The Rich Pay Late. Anthony Blond, 1964 (4. Teil, spielt etwa 1955–1956).
  - Die Reichen zahlen spät. Roman. Elfenbein Verlag, Übersetzung von Sabine Franke. Berlin 2021, ISBN 978-3-96160-010-6.
- Friends In Low Places. Anthony Blond, 1965 (5. Teil, spielt im Jahr 1959).
  - Gute Beziehungen nach unten. Roman. Elfenbein Verlag, Übersetzung von Sabine Franke. Berlin 2022, ISBN 978-3-96160-011-3.
- The Judas Boy. Anthony Blond, 1968 (6. Teil, spielt im Jahr 1962).
  - Judasjunge. Roman. Übersetzung von Sabine Franke. Berlin: Elfenbein Verlag, 2022, ISBN 978-3-96160-014-4.
- Places Where They Sing. Anthony Blond, 1970 (7. Teil, spielt im Jahr 1967).
  - Wo man singt. Roman. Übersetzung von Sabine Franke. Berlin: Elfenbein Verlag, 2023, ISBN 978-3-96160-015-1
- Come Like Shadows. Blond & Briggs, 1972 (8. Teil, spielt im Jahr 1970).
  - Wie Schatten kommt. Roman. Übersetzung von Sabine Franke. Berlin: Elfenbein Verlag, 2023, ISBN 978-3-96160-017-5
- Bring Forth The Body. Blond & Briggs, 1974 (9. Teil, spielt im Jahr 1972).
  - Zur Leichenschau. Roman. Übersetzung von Sabine Franke. Berlin: Elfenbein Verlag, 2024, ISBN 978-3-96160-018-2
- The Survivors. Blond & Briggs, 1976 (10. Teil, spielt im Jahr 1973).
  - Die Überlebenden. Roman. Übersetzung von Sabine Franke. Berlin: Elfenbein Verlag, 2023, ISBN 978-3-96160-019-9